# 法兰西地区特朗布莱
法兰西地区特朗布莱（法語：Tremblay-en-France，法語發音：[tʁɑ̃blɛ ɑ̃ fʁɑ̃s] ⓘ），法国中北部城市，法兰西岛大区塞纳-圣但尼省的一个市镇，隶属于勒兰西区，其市镇面积为22.44平方公里，是塞纳-圣但尼省面积最大的市镇，在大巴黎都会区内仅次于巴黎；2022年1月1日时人口数量为38,210人，在法国城市中排名第211位。
法兰西地区特朗布莱位于塞纳-圣但尼省最北端，与塞纳-马恩省和瓦兹河谷省接壤，是巴黎近郊的一个卫星城，巴黎戴高乐机场1号航站楼及南侧跑道主体位于其市镇范围内，其附近配套有航空港商务园区，法国航空和巴黎机场集团的总部设立于此。

## 地名来源
根据当地官方网站的论述，“Tremblay”一名最初于中世纪中期以“Trimlidum”或“Trembliaco”的形式被记录于一份皇家文件中，该名称的来源及含义尚有待考证；“en-France”这一后缀自1989年起成为当地官方名称的一部分。
1887至1989年间，当地的官方名称曾为“特朗布莱莱戈内斯”（Tremblay-lès-Gonesses，意为“戈內斯附近的特朗布莱”）。

## 历史

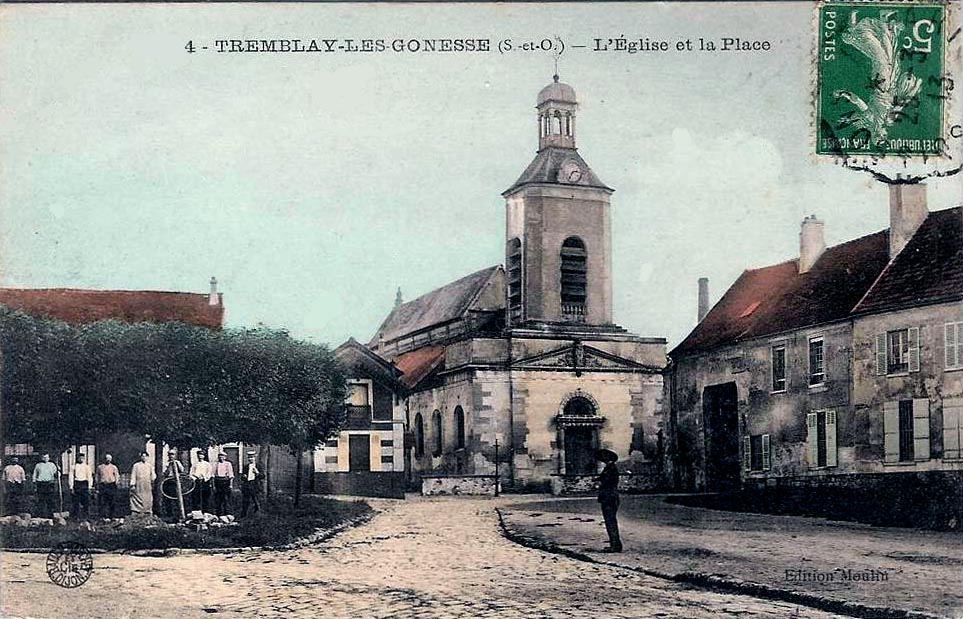
20世纪初的特朗布莱

法兰西地区特朗布莱的早期历史尚不清楚，当地曾出土距今三万年前的旧石器时期的人类活动遗迹。中世纪时，特朗布莱当地长期为一处普通农业村落。13世纪时，法兰西国王腓力四世及路易十世在前往兰斯加冕途中曾停留于特朗布莱。1358年初夏，多名特朗布莱居民参与扎克雷起义。英法百年战争期间，英格兰军队曾于1419年占领特朗布莱并烧毁了当地领主的宅邸。法国大革命后，特朗布莱成为塞纳-瓦兹省的一个市镇。普法战争期间，普鲁士军队曾占领特朗布莱，致使当地大批居民外逃。直至第一次世界大战结束，特朗布莱尚为一个人口不足一千的以农业生产为主要活动的聚落。20世纪20年代时，随着巴黎的城市扩张及通勤列车的开行，特朗布莱境内南部的巴黎－伊尔松铁路两侧兴建了大批居民建筑。1960年，该区域被规划为城市优先开发区，其范围内出现了多处集中式居民公寓，特朗布莱的居民数量由此快速增加。1968年，塞纳-瓦兹省被撤销，特朗布莱被划入新成立的塞纳-圣但尼省。1974年，巴黎戴高乐机场建成运营，其南侧跑道及1号航站楼位于特朗布莱境内。2011年，法兰西地区特朗布莱清真寺建成。自2016年1月1日起，法兰西地区特朗布莱成为大巴黎都会区的一部分。

## 地理

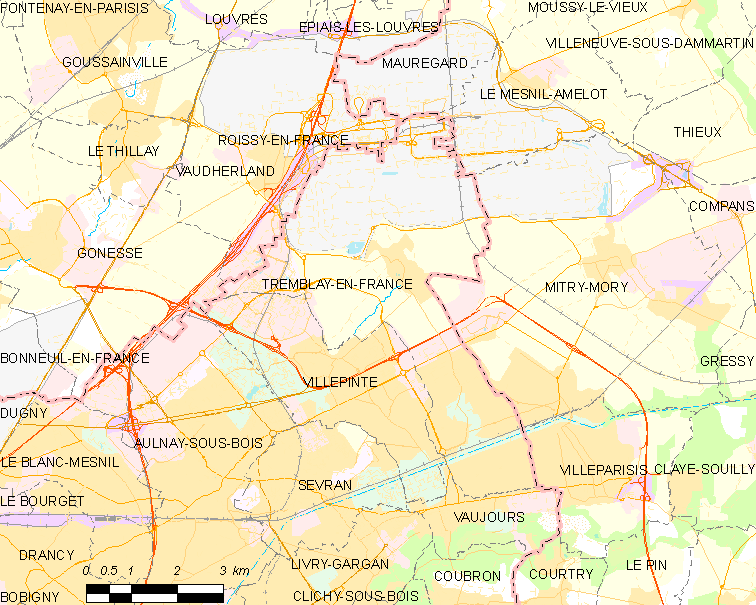
法兰西地区特朗布莱市镇范围地图

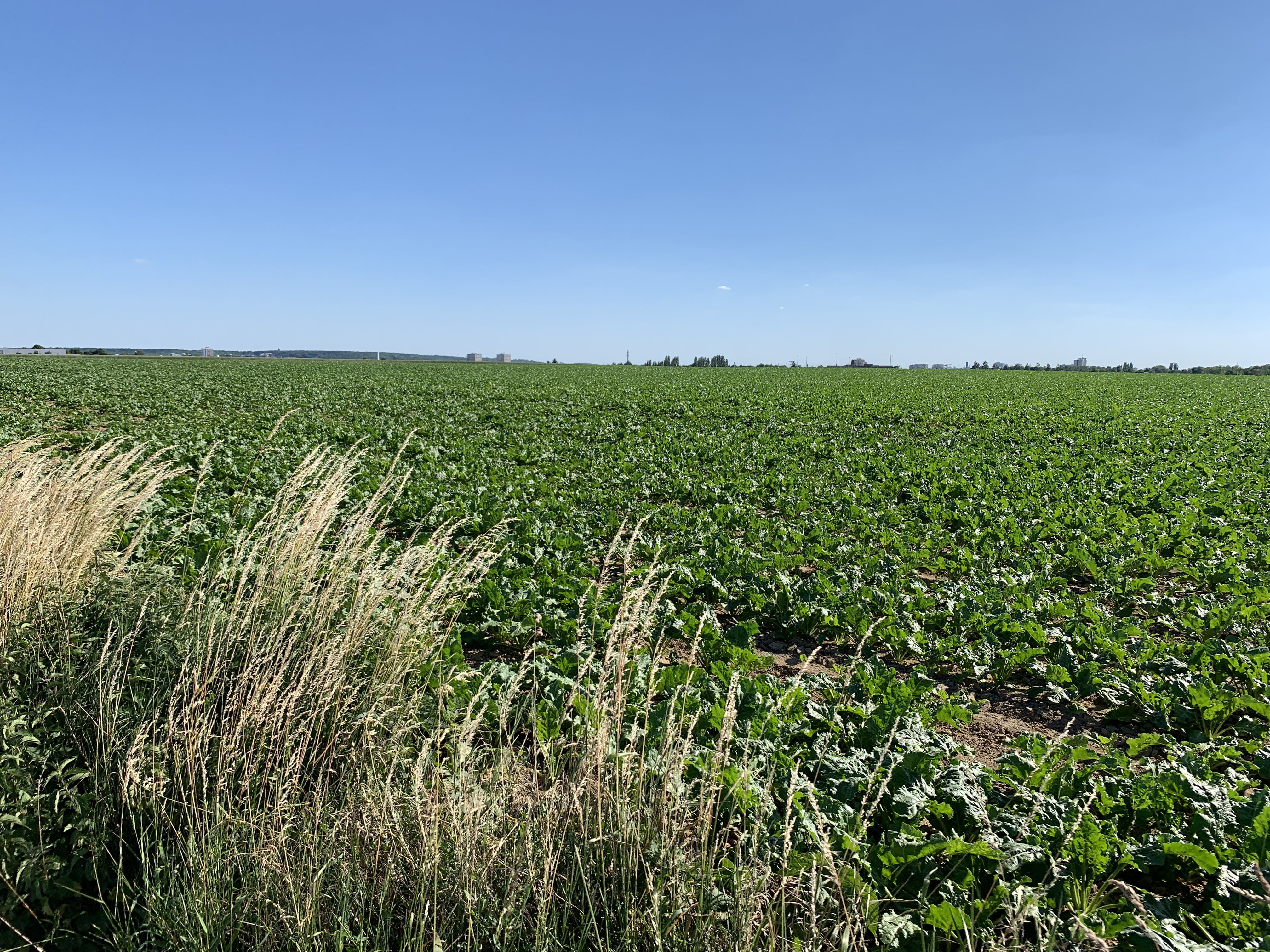
法兰西地区特朗布莱境内的一处农业用地

法兰西地区特朗布莱位于法国中北部，法兰西岛大区北部和塞纳-圣但尼省东北部，距离省会博比尼大约14公里。与法兰西地区特朗布莱接壤的市镇包括：法兰西地区鲁瓦西、莫尔加尔、勒梅尼勒阿姆洛、戈内斯、维勒潘特、米特里-莫里、沃茹尔和维勒帕里西。

### 地形
法兰西地区特朗布莱位于巴黎盆地腹地，境内以平原为主，市镇中心地势较为平坦，全境海拔在58到117米之间。

### 水文
法兰西地区特朗布莱位于塞纳河流域范围内，索塞河发源于此，人工开凿的乌尔克运河从市区南部经过。

### 植被
法兰西地区特朗布莱属于温带阔叶混交林区，市区南部的特朗布莱公园和北部的蓝色城堡公园（Parc du Château Bleu）是当地主要的城市绿地。
在鲜花城市的评比中，法兰西地区特朗布莱暂未被评级。

### 气候
法兰西地区特朗布莱在柯本气候分类法中属于温带海洋性气候。
距离法兰西地区特朗布莱最近的常年气象站位于勒布尔歇境内，以下为该气象站的数据。
| 勒布尔歇 1981年－2019年 | 勒布尔歇 1981年－2019年 | 勒布尔歇 1981年－2019年 | 勒布尔歇 1981年－2019年 | 勒布尔歇 1981年－2019年 | 勒布尔歇 1981年－2019年 | 勒布尔歇 1981年－2019年 | 勒布尔歇 1981年－2019年 | 勒布尔歇 1981年－2019年 | 勒布尔歇 1981年－2019年 | 勒布尔歇 1981年－2019年 | 勒布尔歇 1981年－2019年 | 勒布尔歇 1981年－2019年 | 勒布尔歇 1981年－2019年 |
| 月份                    | 1月                     | 2月                     | 3月                     | 4月                     | 5月                     | 6月                     | 7月                     | 8月                     | 9月                     | 10月                    | 11月                    | 12月                    | 全年                    |
| ----------------------- | ----------------------- | ----------------------- | ----------------------- | ----------------------- | ----------------------- | ----------------------- | ----------------------- | ----------------------- | ----------------------- | ----------------------- | ----------------------- | ----------------------- | ----------------------- |
| 历史最高温 °C（°F）     | 16.1 (61.0)             | 20.8 (69.4)             | 24.7 (76.5)             | 31.9 (89.4)             | 35 (95)                 | 36.9 (98.4)             | 42.1 (107.8)            | 40.2 (104.4)            | 35 (95)                 | 29.4 (84.9)             | 21.3 (70.3)             | 17.2 (63.0)             | 42.1 (107.8)            |
| 平均高温 °C（°F）       | 7 (45)                  | 8.2 (46.8)              | 12 (54)                 | 15.3 (59.5)             | 19.2 (66.6)             | 22.4 (72.3)             | 25.1 (77.2)             | 25 (77)                 | 21.1 (70.0)             | 16.3 (61.3)             | 10.7 (51.3)             | 7.4 (45.3)              | 15.8 (60.4)             |
| 日均气温 °C（°F）       | 4.3 (39.7)              | 4.9 (40.8)              | 7.9 (46.2)              | 10.5 (50.9)             | 14.3 (57.7)             | 17.3 (63.1)             | 19.6 (67.3)             | 19.4 (66.9)             | 16.1 (61.0)             | 12.3 (54.1)             | 7.6 (45.7)              | 4.9 (40.8)              | 11.6 (52.9)             |
| 平均低温 °C（°F）       | 1.7 (35.1)              | 1.6 (34.9)              | 3.9 (39.0)              | 5.7 (42.3)              | 9.4 (48.9)              | 12.2 (54.0)             | 14.2 (57.6)             | 13.9 (57.0)             | 11.1 (52.0)             | 8.3 (46.9)              | 4.5 (40.1)              | 2.3 (36.1)              | 7.4 (45.3)              |
| 历史最低温 °C（°F）     | −18.2 (−0.8)            | −16.8 (1.8)             | −9.6 (14.7)             | −3.7 (25.3)             | −1.6 (29.1)             | 0.9 (33.6)              | 3.5 (38.3)              | 1.9 (35.4)              | 0.1 (32.2)              | −5.6 (21.9)             | −9.5 (14.9)             | −15.1 (4.8)             | −18.2 (−0.8)            |
| 平均降水量 mm（）       | 49.6 (1.95)             | 42 (1.7)                | 50.2 (1.98)             | 49.8 (1.96)             | 61.1 (2.41)             | 55 (2.2)                | 59.2 (2.33)             | 49 (1.9)                | 49.3 (1.94)             | 64.8 (2.55)             | 50.9 (2.00)             | 59.8 (2.35)             | 640.7 (25.22)           |
| 月均日照時數            | 62                      | 75.1                    | 125                     | 165.8                   | 193.3                   | 206.9                   | 215.7                   | 206.2                   | 160.2                   | 111.2                   | 65.1                    | 50.8                    | 1,637.3                 |
| 来源：infoclimat.fr     |                         |                         |                         |                         |                         |                         |                         |                         |                         |                         |                         |                         |                         |

## 行政区划

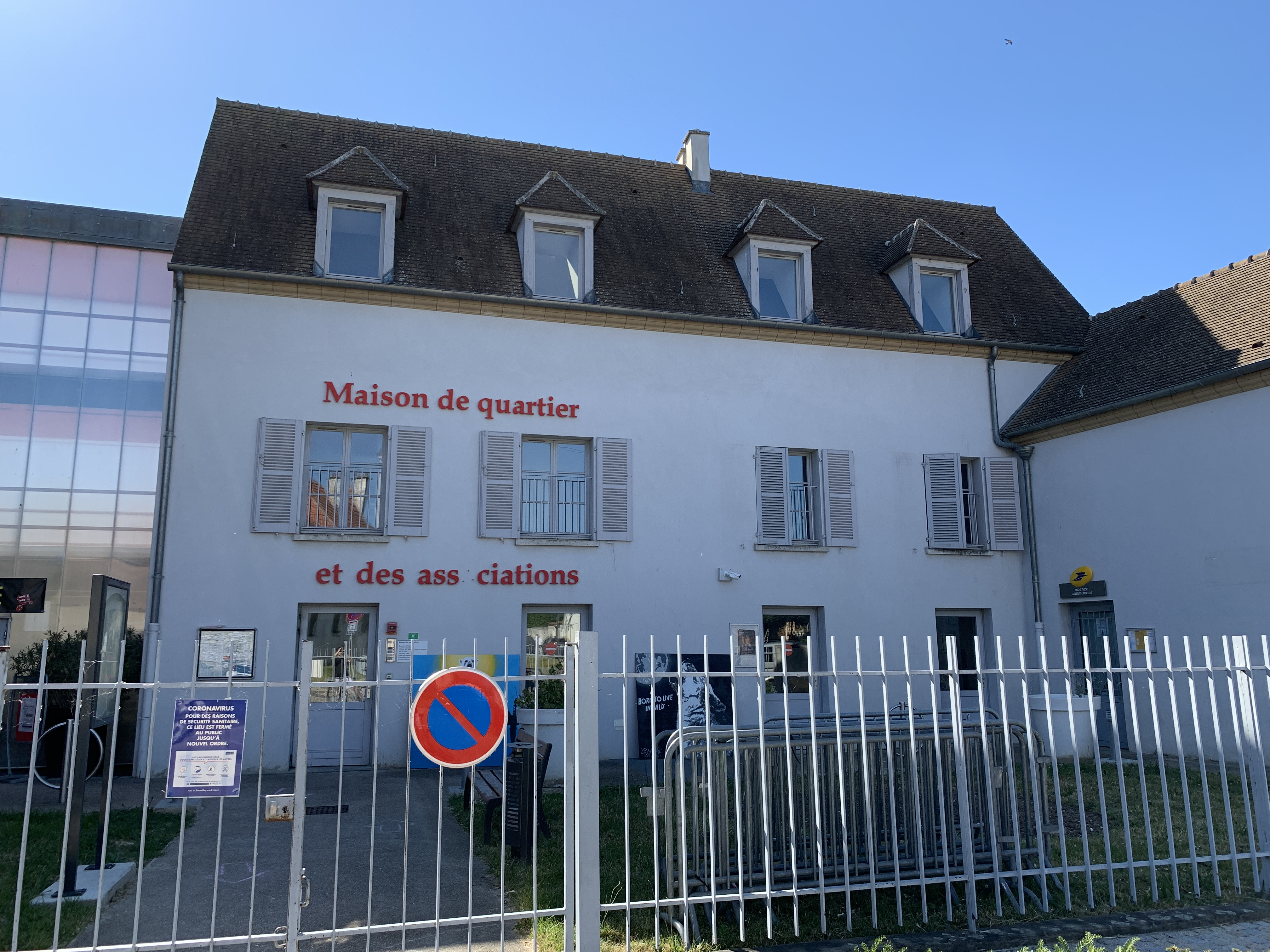
街区活动中心

法兰西地区特朗布莱的市镇编号为93073，邮政编号为93290。
在行政管理方面，法兰西地区特朗布莱隶属于法国法兰西岛大区塞纳-圣但尼省勒兰西区；在地方选举方面，法兰西地区特朗布莱是法兰西地区特朗布莱县的中央投票站所在地，其市镇范围全境被划入塞纳-圣但尼省第十一选区；在社会管理方面，法兰西地区特朗布莱是大巴黎都会区以及巴黎起航土地公共管理局的组成部分。
法兰西地区特朗布莱市镇被划为四个街区，并实行街区自治制度。法兰西地区特朗布莱的“特朗布莱大集中”（Tremblay Grand Ensemble）街区为城市政策优先街区。
法国国家统计与经济研究所（简称）在进行数据统计时，将法兰西地区特朗布莱及相邻的另外428个市镇设为巴黎城市核心区（2020年扩充至431个），并将包括核心区在内的周边共1,794个市镇划为巴黎城市区。自2020年起，巴黎城市区被包含1,949个市镇的巴黎城市辐射区代替。此外，还将法兰西地区特朗布莱市镇分为了13个“块区”（IRIS），以便于统计人口分布情况。

## 交通

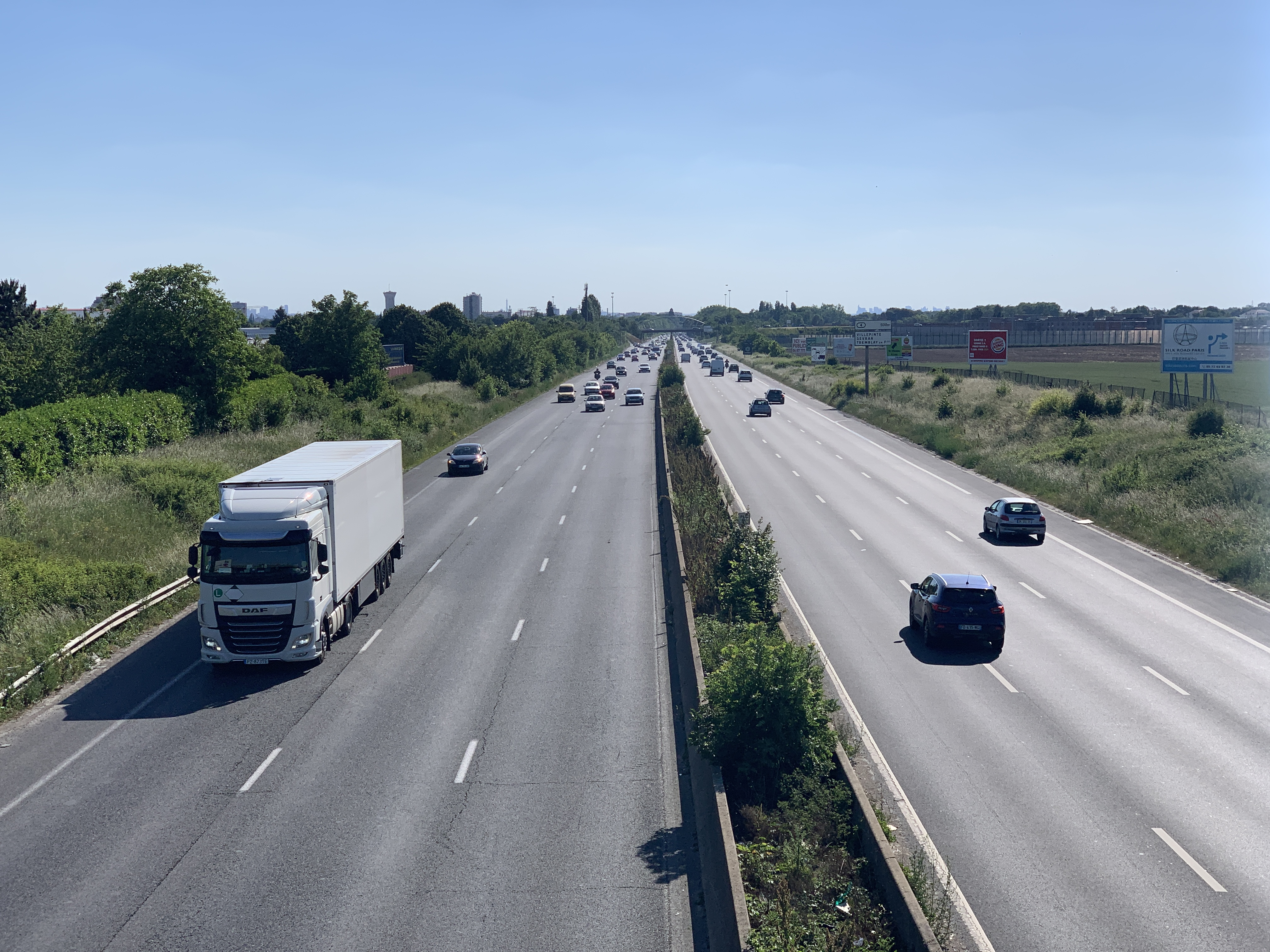
法兰西地区特朗布莱境内的A104高速公路

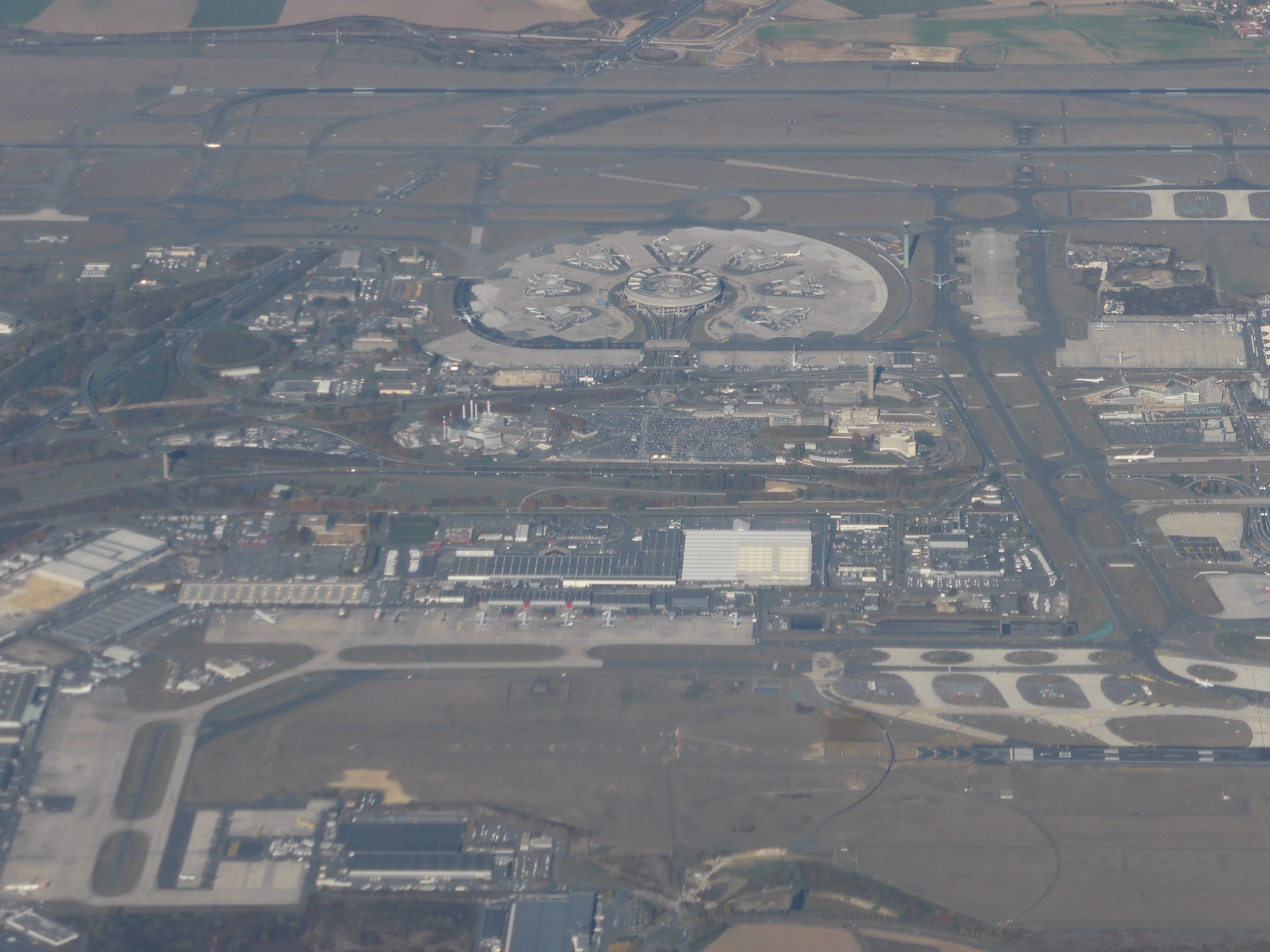
巴黎戴高乐机场南侧部分

### 公路
A104高速公路和多条塞纳-圣但尼省省道在法兰西地区特朗布莱境内交汇。
| 5 | 8.6 |

| 4 | 2.2 |

| 博比尼 | 14 |

| 欧奈苏布瓦 | 7 |

| 勒兰西 | 9 |

| 利夫里加尔冈 | 6 |

| 戴高乐机场-2航站楼 | 12 |

| 米特里-莫里 | 6 |

2019年，78.1%的法兰西地区特朗布莱家庭拥有至少一辆私人汽车。2019年，法兰西地区特朗布莱境内共发生各类交通事故91起，造成119人受伤，其中13人重伤。

### 铁路
法兰西地区特朗布莱位于巴黎－伊尔松铁路，该铁路的青雅站位于维勒潘特境内，距离法兰西地区特朗布莱边界不足100米，该站停靠法兰西岛大区快铁B线；此外戴高乐机场1号航站楼站亦位于法兰西地区特朗布莱境内，该站停靠法兰西岛大区快铁B线和戴高乐机场内线。

### 航空
巴黎戴高乐机场的南侧主体区域位于法兰西地区特朗布莱市镇范围内。

### 城市公共交通
法兰西岛大区快铁B线，戴高乐机场内线，巴黎公交350路、351路、Roissybus线，塞纳-圣但尼省城际客运11路、37路以及法兰西岛夜班车N51线和N154线经过法兰西地区特朗布莱境内。
| 途经法兰西地区特朗布莱境内的主要公共交通线路 |                                            | |
| 类型                                         | 运营商                                     | 线路 |
| 快铁                                         |                                            | ：圣雷米莱舍夫勒斯站 / 罗班松站 ↔ 皇后镇站 ↔ 大学城站 ↔ 沙特雷-大堂站 ↔ 巴黎北站 ↔ 勒布尔热站 ↔ 欧奈苏布瓦站 ↔ 戴高乐机场1号航站楼站 ↔ 戴高乐机场2号航站楼站 |
| 机场轻轨                                     | (N)                                        | CDGVAL：1号航站楼站 ↔ PR停车场站 ↔ 戴高乐机场1号航站楼站 ↔ 戴高乐机场2号航站楼站 |
| 公共汽车                                     | RATP                                       | 350：拉沙佩勒门 ↔ 勒布朗梅尼勒-空间博物馆 ↔ Garonor ↔ 戴高乐1号航站楼-鲁瓦西公交枢纽 351：民族 ↔ 欧奈公路-让·穆兰 ↔ 勒布朗梅尼勒-魁北克 ↔ 戴高乐1号航站楼-鲁瓦西公交枢纽 352：巴黎歌剧院 ↔ 戴高乐1号航站楼-鲁瓦西公交枢纽 |
| 公共汽车                                     | transdev TRA 塞纳-圣但尼省城际客运         | 643：青雅站 ↔ 奥德翁 ↔ 沃茹尔市政府 / 亨利四世 ↔ 狐狸街 ↔ 帕蒂广场 ↔ 库布龙市政府 ↔ 栗子园 ↔ 花坛 ↔ 天使圣母 ↔ 让·饶勒斯初级中学 ↔ 快铁勒谢奈-加尼站 ↔ 讷伊水塔 |
| 公共汽车                                     | Terres d'Envol 起航土地公交路网            | 01：快铁勒布朗梅尼勒站 ↔ 巴斯德 ↔ 马塞尔·桑巴 ↔ 让·沙尔科-阿纳托尔·法朗士 ↔ 大柳树 ↔ 快铁塞夫朗博多特站 ↔ 拉努公园 ↔ 罗斯唐高级中学 ↔ 亨利·巴比塞广场 ↔ 快铁维勒帕里西-新米特里站 15：欧奈苏布瓦站 ↔ 日出 ↔ HLM ↔ 大柳树 ↔ 快铁塞夫朗博多特站 ↔ 拉努公园 ↔ 罗斯唐高级中学 ↔ 抵抗运动 ↔ 青雅站 ↔ 让·饶勒斯 39：青雅站 ↔ 抵抗运动 ↔ 拉努公园 / 托克维尔 ↔ 快铁会展公园站 ↔ 沼塘街 ↔ 戴高乐1号航站楼-鲁瓦西公交枢纽 40：青雅站 ↔ 抵抗运动 ↔ 托克维尔 ↔ 快铁会展公园站 349：快铁会展公园站 ↔ 戴高乐1号航站楼-鲁瓦西公交枢纽 ↔ 拉尔庞特尔公路 619（线路一）：青雅站 ↔ 共和国 ↔ 养老院 ↔ 达芬奇高级中学 ↔ IUT ↔ 邮政中心 619（线路二）：青雅站 ↔ 共和国 ↔ 养老院 ↔ 达芬奇高级中学 ↔ 狼街 ↔ 监狱 619（线路三）：青雅站 （单循环线路，经过饶勒斯球场及奥德翁） 642：青雅站 ↔ 圣樊尚德保罗 ↔ 拉努公园 ↔ 特朗布莱公路 ↔ 快铁维勒潘特站 T'Bus1：韦尔迪 ↔ 让·饶勒斯 ↔ 青雅站 ↔ 共和国 ↔ 养老院 ↔ 龙萨尔 ↔ 中央公园 ↔ 科塔日 ↔ IUT ↔ 邮政中心 ↔ 戴高乐1号航站楼-鲁瓦西公交枢纽 T'Bus2：青雅站（区域环线） T'Bus3：青雅站（区域环线） |
| 公共汽车                                     | CIF 法兰西岛之信公交路网                   | 23：戴高乐1号航站楼-鲁瓦西公交枢纽 ↔ 邮政中心 ↔ 小特朗布莱 ↔ IUT ↔ 达芬奇高级中学 ↔ 维勒帕里西-新米特里站 ↔ 维勒帕里西-热拉尔·菲利普初级中学 24：戴高乐1号航站楼-鲁瓦西公交枢纽 ↔ 邮政中心 ↔ 米特里-莫里市政府 / 市政府公园 ↔ 米特里-克莱站 ↔ 孔庞-协会联盟中心 27：戴高乐1号航站楼-鲁瓦西公交枢纽 ↔ 法兰西地区鲁瓦西-教堂 ↔ 维利耶勒贝勒-马尔利耶尔井 Express 93：戴高乐1号航站楼-鲁瓦西公交枢纽 ↔ O'Parinor商业中心 ↔ 博比尼-巴勃罗·毕加索 |
| 公共汽车                                     | Express 法兰西岛快速巴士                   | 100：谢勒-科学环岛 ↔ 塞夫朗博多特站 ↔ 索塞街 ↔ 戴高乐1号航站楼-鲁瓦西公交枢纽 100：佩尔桑-博蒙站 ↔ 吕扎什站 ↔ 戴高乐1号航站楼-鲁瓦西公交枢纽 |
| 公共汽车                                     | Seine-et-Marne Express 塞纳-马恩省城际客运 | 19：快铁托尔西站 ↔ 谢勒-古尔奈站 ↔ 戴高乐1号航站楼-鲁瓦西公交枢纽 |
| 公共汽车                                     | Trans Val-d'Oise 瓦兹河谷省城际客运        | 22：维利耶勒贝勒-戈内斯-阿努维尔站 ↔ 戈内斯中心医院 ↔ 法兰西地区鲁瓦西市政府 ↔ 戴高乐1号航站楼-鲁瓦西公交枢纽 |
| 公共汽车                                     | (N)                                        | N140：巴黎东站 ↔ 罗萨·帕克斯站 ↔ 欧奈苏布瓦站 ↔ 戴高乐1号航站楼-鲁瓦西公交枢纽 N143：巴黎东站 ↔ 巴黎北站 ↔ 圣但尼-巴黎门站 ↔ 戴高乐1号航站楼-鲁瓦西公交枢纽 |
| 1.                                           |                                            | |

## 政治

### 市政内阁

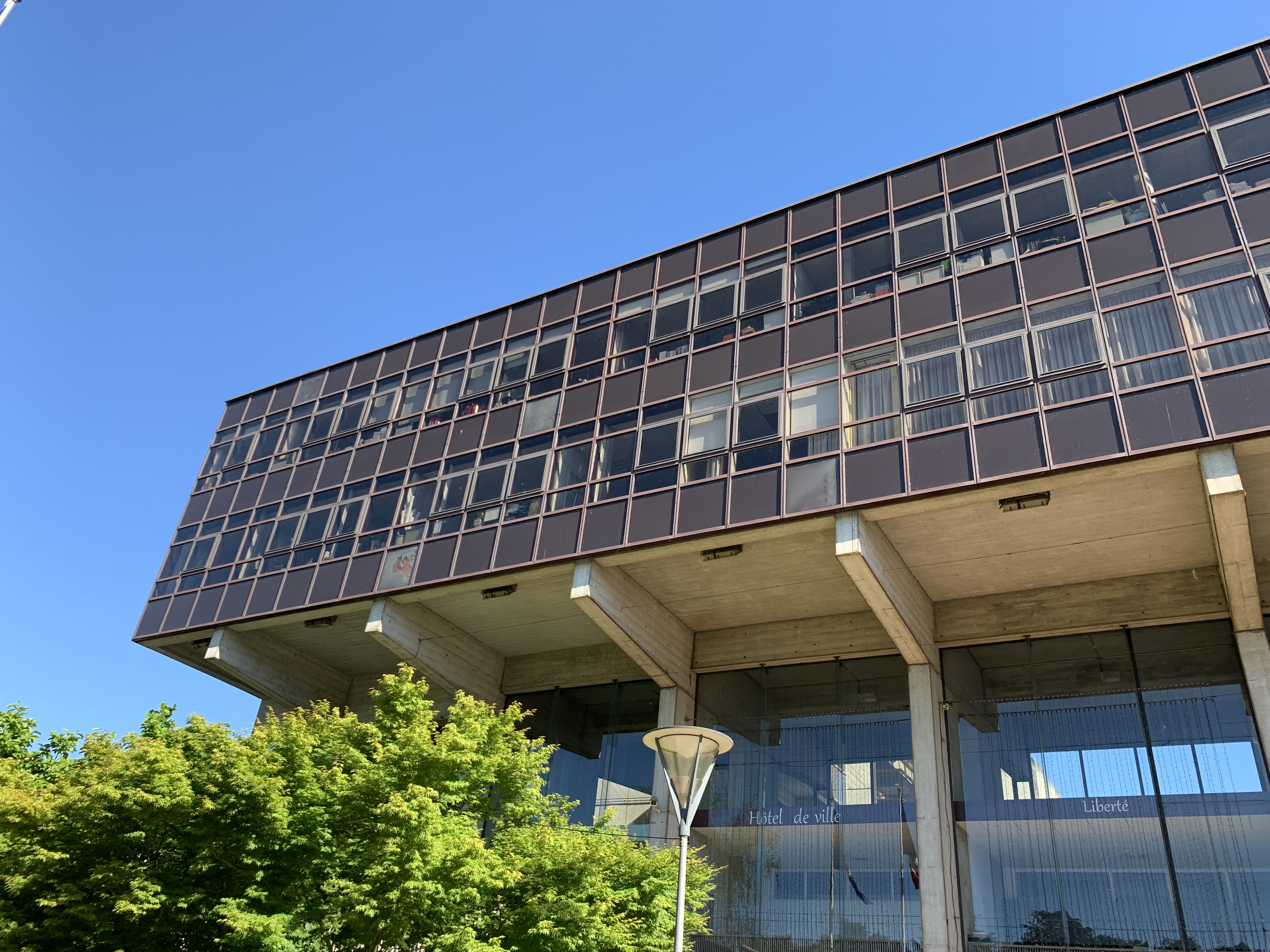
法兰西地区特朗布莱市政厅

法兰西地区特朗布莱的现任市长为弗朗索瓦·阿桑西先生，他是左翼阵线的一名成员，在2020年的市政选举中获得了75.27%的支持率。
| 法兰西地区特朗布莱历届市长 | 法兰西地区特朗布莱历届市长      | 法兰西地区特朗布莱历届市长                   |
| 任期                       | 市长                            | 党派                                         |
| -------------------------- | ------------------------------- | -------------------------------------------- |
| 1944年－1965年             | Gilbert BERGER 吉尔贝·贝尔热    | PCF法国共产党                                |
| 1965年－1991年             | Georges PRUDHOMME 乔治·普吕多姆 | PCF法国共产党                                |
| 1991年－                   | François ASENSI 弗朗索瓦·阿桑西 | PCF法国共产党 →DVG左翼无党派人士 →FG左翼阵线 |

### 各级选举
| 法兰西地区特朗布莱历届投票选举结果 | 法兰西地区特朗布莱历届投票选举结果 | 法兰西地区特朗布莱历届投票选举结果 | 法兰西地区特朗布莱历届投票选举结果 | 法兰西地区特朗布莱历届投票选举结果 | 法兰西地区特朗布莱历届投票选举结果 | 法兰西地区特朗布莱历届投票选举结果 | 法兰西地区特朗布莱历届投票选举结果 | 法兰西地区特朗布莱历届投票选举结果 | 法兰西地区特朗布莱历届投票选举结果 |
| 选举项目                           | 选举范围                           | 选区单位                           | 选区单位内的选举结果               | 选区单位内的选举结果               | 选区单位内的选举结果               | 选区单位内的选举结果               | 选区单位内的选举结果               | 选区单位内的选举结果               | 参考资料                           |
| 选举项目                           | 选举范围                           | 选区单位                           | 第一轮胜出者                       | 第一轮胜出者                       | 支持率                             | 第二轮胜出者                       | 第二轮胜出者                       | 支持率                             | 参考资料                           |
| ---------------------------------- | ---------------------------------- | ---------------------------------- | ---------------------------------- | ---------------------------------- | ---------------------------------- | ---------------------------------- | ---------------------------------- | ---------------------------------- | ---------------------------------- |
| 2017年法國總統選舉                 | 法國                               | 市镇                               |                                    | 让-吕克·梅朗雄                     | 35.51%                             |                                    | 埃马纽埃尔·马克龙                  | 71.33%                             | [ 29 ]                             |
| 2017年法国立法选举                 | 塞纳-圣但尼省第十一选区            | 市镇                               |                                    | 克莱芒蒂娜·奥坦                    | 45.6%                              |                                    | 克莱芒蒂娜·奥坦                    | 67.5%                              | [ 29 ]                             |
| 2019年欧洲议会选举                 | 法國                               | 市镇                               |                                    | 若尔当·巴尔代拉                    | 21.94%                             | （不适用）                         | （不适用）                         | （不适用）                         | [ 31 ]                             |
| 2021年法国省级选举                 | 塞纳-圣但尼省                      | 县                                 |                                    | 多米尼克·德拉克 皮埃尔·拉波尔特    | 38.7%                              |                                    | 多米尼克·德拉克 皮埃尔·拉波尔特    | 52.85%                             | [ 32 ]                             |
| 2021年法国省级选举                 | 塞纳-圣但尼省                      | 市镇                               |                                    | 多米尼克·德拉克 皮埃尔·拉波尔特    | 53.53%                             |                                    | 多米尼克·德拉克 皮埃尔·拉波尔特    | 71.77%                             | [ 32 ]                             |
| 2021年法国大区选举                 | 法蘭西島大區                       | 市镇                               |                                    | 克莱芒蒂娜·奥坦                    | 36.95%                             |                                    | 朱利安·巴尤                        | 50.52%                             | [ 33 ]                             |
| 2022年法国总统选举                 | 法國                               | 市镇                               |                                    | 让-吕克·梅朗雄                     | 49.48%                             |                                    | 埃马纽埃尔·马克龙                  | 65.85%                             | [ 29 ]                             |
| 2022年法国立法选举                 | 塞纳-圣但尼省第十一选区            | 市镇                               |                                    | 克莱芒蒂娜·奥坦                    | 38.63%                             |                                    | 克莱芒蒂娜·奥坦                    | 100%                               | [ 29 ]                             |

## 人口
2019年，法兰西地区特朗布莱市镇人口数量为36,461，在法国排名第211位。其中男性17,868人，女性18,593人，75岁及以上人口占5.3%，外籍人口数量为5,238人，人口密度为1,625人/平方公里，当地居民被称为（男性）或（女性）。2020年，法兰西地区特朗布莱境内出生593人，死亡人口301人。
| 法兰西地区特朗布莱1901年－2020年人口变化情况 |
|                                              |
| 数据来源：Cassini、INSEE                     |

## 经济

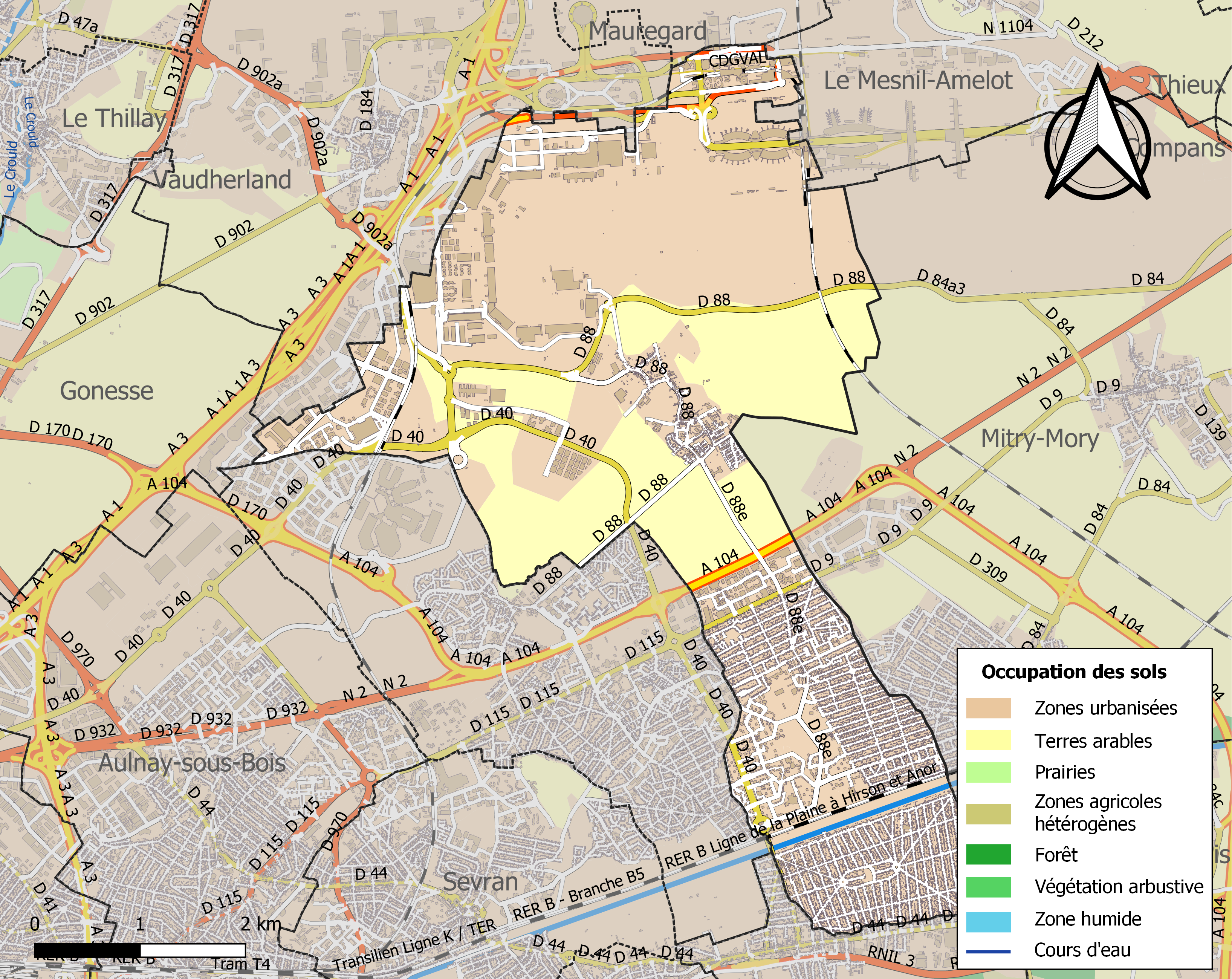
法兰西地区特朗布莱土地利用情况地图

法兰西地区特朗布莱是巴黎东北部的一个近郊卫星城，靠近巴黎戴高乐机场并由此形成了航空港产业区。截止2023年2月，法兰西地区特朗布莱市镇范围内共有各类用人单位（包含自雇）5,449家，平均历史为12年，其中94.46%为中小型企业（PME），2022年12月至2023年2月间，当地的经济活力指数为1.19%。法国航空、巴黎机场集团及（销售）是当地2021年营业额最高的三个企业，分别为8,141,000,000欧元、1,722,000,000欧元和333,895,775欧元。

## 财政与居民收入
2021年，法兰西地区特朗布莱的财政收入总额为125,629,000欧元，财政支出总额为111,269,000欧元，当年的债务总额为7,442,690欧元。2021年，法兰西地区特朗布莱市镇通过增值税获得3,705,520欧元的收入，此外当地还共获得了2,731,300欧元的国家直接财政补助。
2020年，法兰西地区特朗布莱的人均月收入总额为2,303欧元，其中高级职员为3,744欧元，低于法国平均水平（4,230欧元）；中级职员为2,508欧元，高于法国平均水平（2,411欧元）；普通职员为1,854欧元，高于法国平均水平（1,740欧元）。
2019年，法兰西地区特朗布莱境内的贫困率为17%，青壮年（15至64岁）失业率为15.3%；当地49.2%的家庭拥有纳税资格，平均纳税2,607欧元，低于法国平均水平（3,910欧元）。

## 社会事务

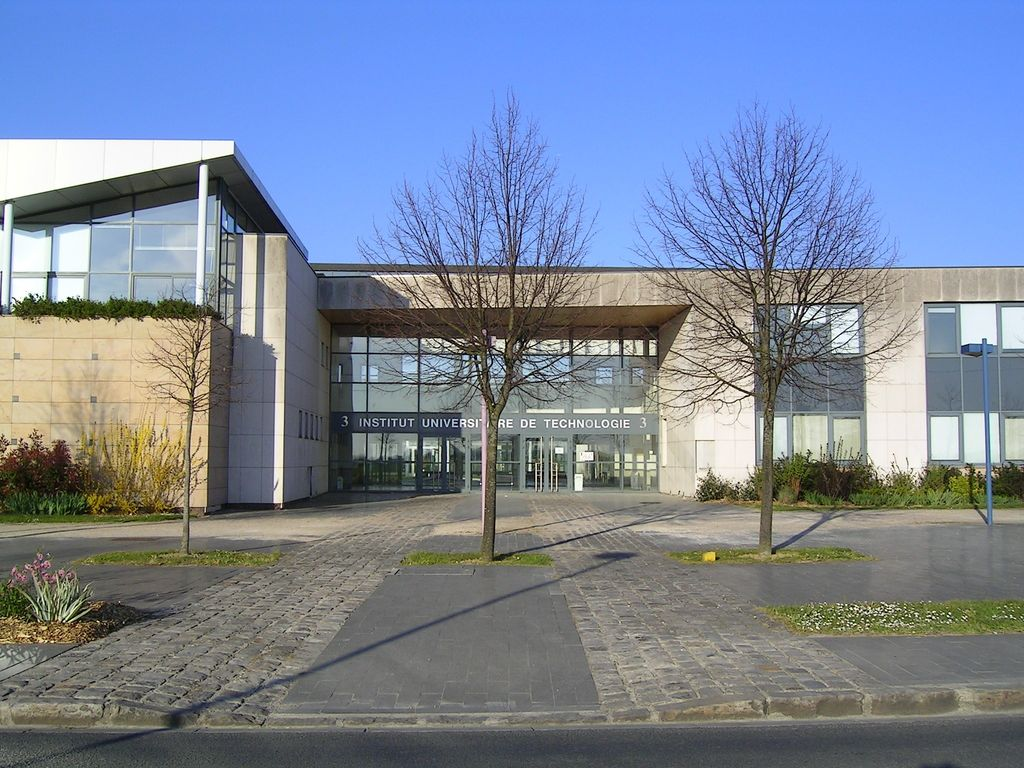
万塞讷-圣但尼大学技术学院

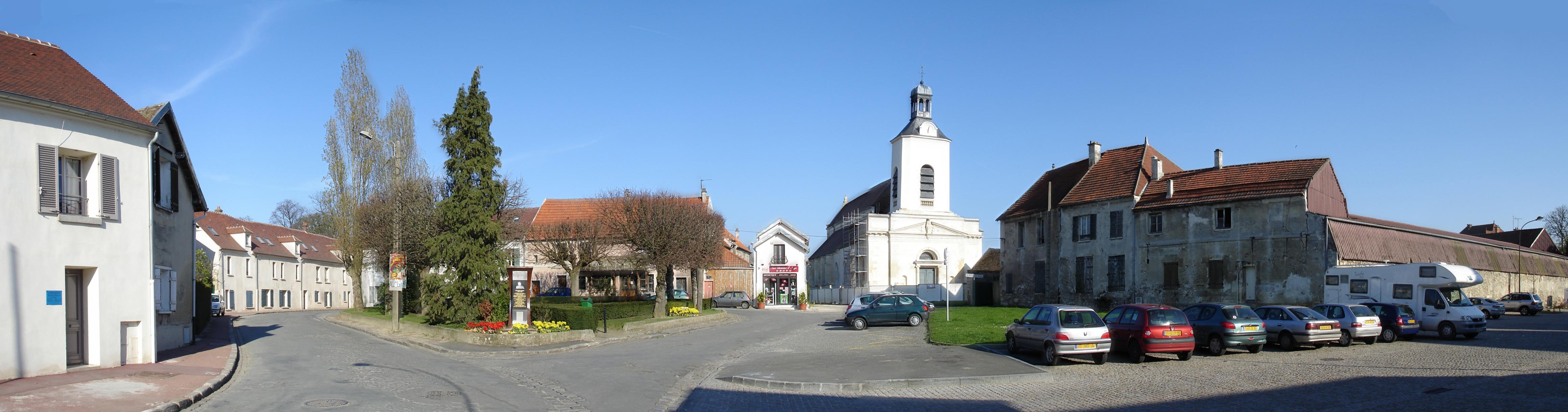
法兰西地区特朗布莱镇中心

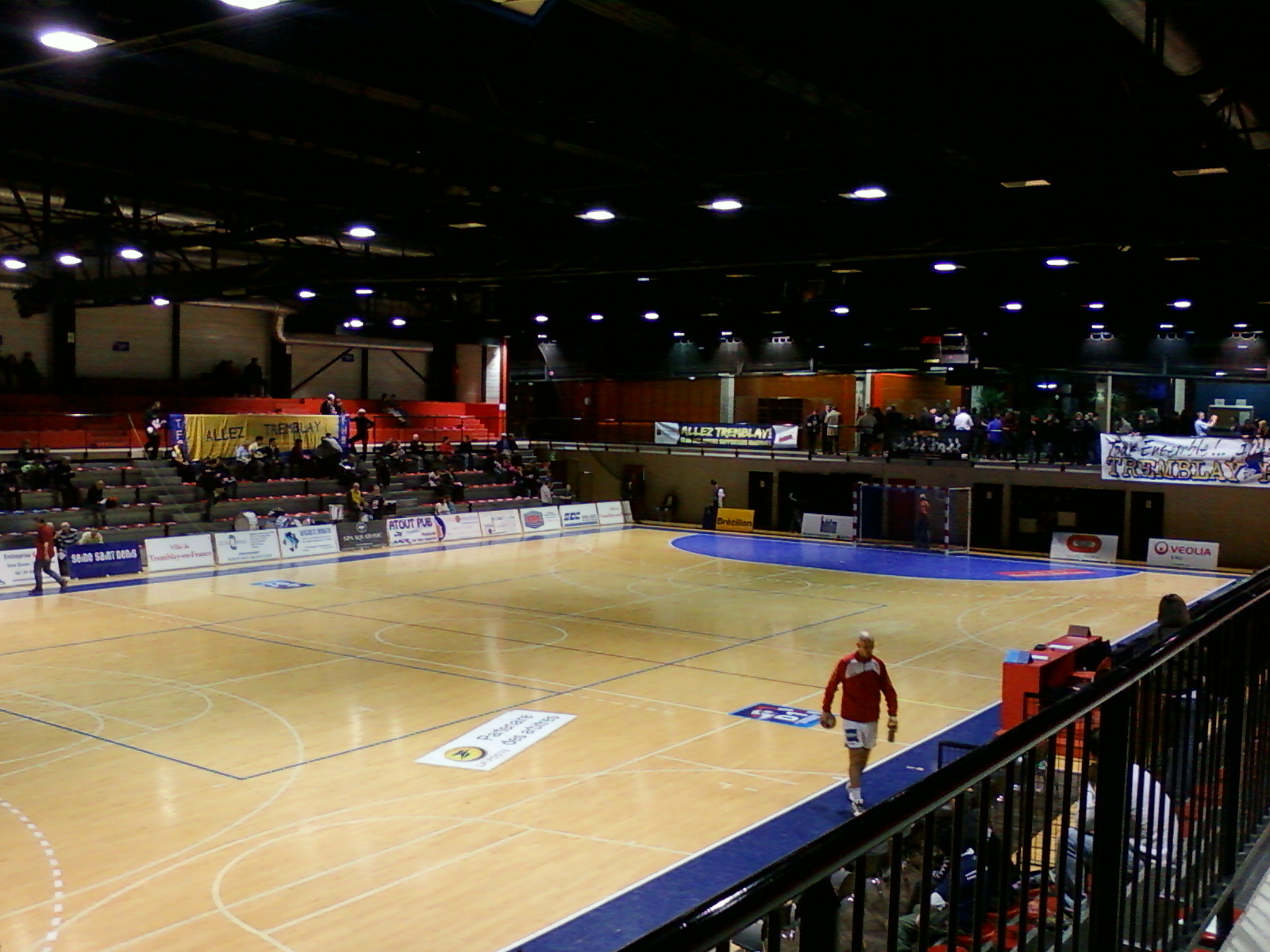
法兰西地区特朗布莱体育馆

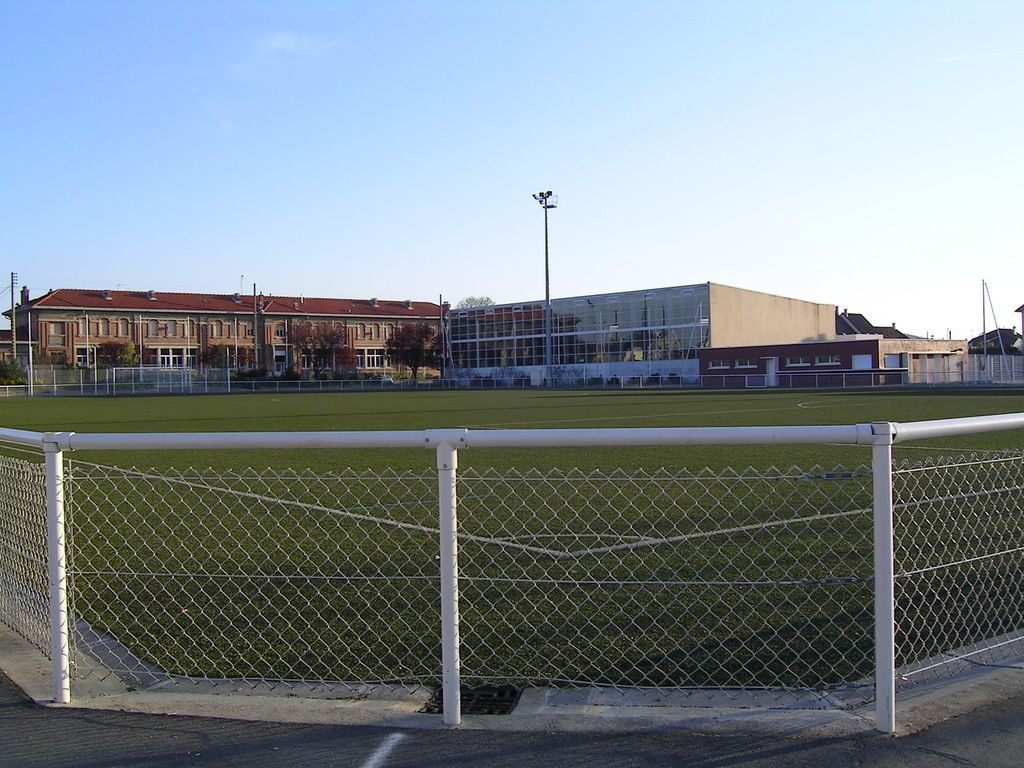
青雅球场

### 教育
法兰西地区特朗布莱属于克雷泰伊学区。截止2021年1月1日，法兰西地区特朗布莱境内共有11所幼儿园、14所小学、3所初级中学、1所普通高中和1所职业高中，其中1所高中开设有大学校预科班。2021至2022学年度，法兰西地区特朗布莱境内共有在校中等教育阶段学生3,477名。
在高等教育方面，巴黎第八大学下属的万塞讷-圣但尼大学技术学院位于法兰西地区特朗布莱境内。

### 医疗
截止2021年1月1日，法兰西地区特朗布莱境内共有全科医生17名、保健师22名、牙医17名、护士33名、耳科医生1名、助产士2名、儿科医生1名和妇科医生4名。境内共有药房8家、养老院1家、残疾人帮扶中心5家。
青雅私立医院（Hôpital privé du Vert Galant）位于法兰西地区特朗布莱境内。
距离法兰西地区特朗布莱最近的区域性医疗机构为罗贝尔·巴朗热市际中心医院，后者原名为“欧奈苏布瓦中心医院”（Centre Hospitalier d'Aulnay-sous-Bois），是大巴黎东北部医疗集团的成员，其主病区位于欧奈苏布瓦市区，设有床位715个，是当地规模最大的公立综合性医院。

### 住房
2019年，法兰西地区特朗布莱境内共有各类住房14,230套，其中51.9%为独立式居民区，主要分布于市区中部和南部；47.8%为集中式居民区，主要分布于市区中南部的“大集中”街区。常住房屋占法兰西地区特朗布莱市镇范围内居民建筑总量的93.8%。
在住房保障政策方面，2021年，法兰西地区特朗布莱境内共有3,163户家庭获得了住房经济补助，受益人数占总人口数量的8.7%，其中2,884份为房租补助。

### 商业
2021年，法兰西地区特朗布莱境内共有各类实体商铺768家，其中餐厅113家、大型超市3家、杂货店11家、面包房15家、肉铺9家、书店15家、装饰品店1家、银行门店10家、美容美发店33家、汽车维修店27家。市区南部建有家乐福、Franprix等综合商场。

### 体育
2021年，法兰西地区特朗布莱境内共有1家游泳池、5间体育馆、1座综合体育场、10处网球场、1处马术场、5处足球或橄榄球场以及2处篮球或排球场。
法兰西地区特朗布莱因手球而闻名，特朗布莱手球俱乐部，成立于1972年，其主队曾于2011年夺得欧洲杯男子手球联赛亚军，2022至2023赛季参加法国手球乙级联赛，其主场为法兰西地区特朗布莱体育中心。
截至2023年2月，法兰西地区特朗布莱境内共有三家注册足球俱乐部。特朗布莱足球俱乐部（Tremblay Football Club，编号544872）是当地的代表性足球队，成立于1994年，其主队2022至2023赛季参加法兰西岛大区足球联赛乙组（法国第七级别），其主场为乔治·普吕多姆体育公园（Parc des sports Georges Prudhomme）。

### 环境
法兰西地区特朗布莱的环境事务由其所属的巴黎起航土地公共管理局及大巴黎都会区联合各级政府协调负责。2021年，法兰西地区特朗布莱境内共有1家污染企业。

### 治安
法兰西地区特朗布莱及其附近共两个市镇是维勒潘特警区（zone police de Villepinte）的管辖范围。2020年，该警区累计记录各类案件5,120起，其中盗窃类案件2,721起，经济类案件439起，毒品交易类案件546起。

## 文化
2021年，法兰西地区特朗布莱境内共有2家电影院和1家音乐厅。法兰西地区特朗布莱境内建有博里斯·维安多媒体中心（Médiathèque Boris Vian），每周二、三、五、六向公众开放。

### 建筑
法兰西地区特朗布莱境内有多处历史建筑，其中圣梅达尔教堂、什一税仓（Grange aux dîmes）等为法国国家文物保护单位。

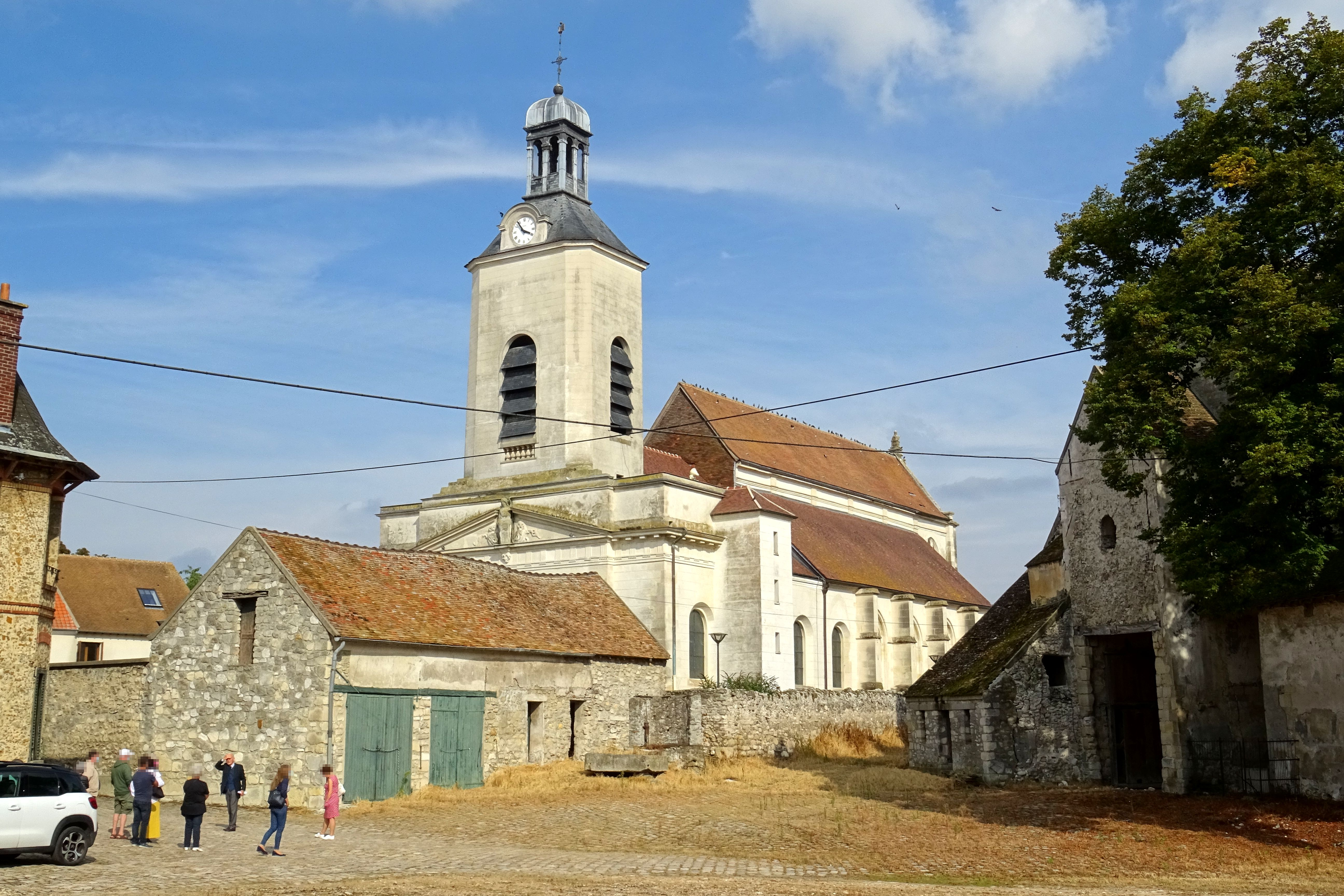
圣梅达尔教堂（法语：Église Saint-Médard de Tremblay-en-France）
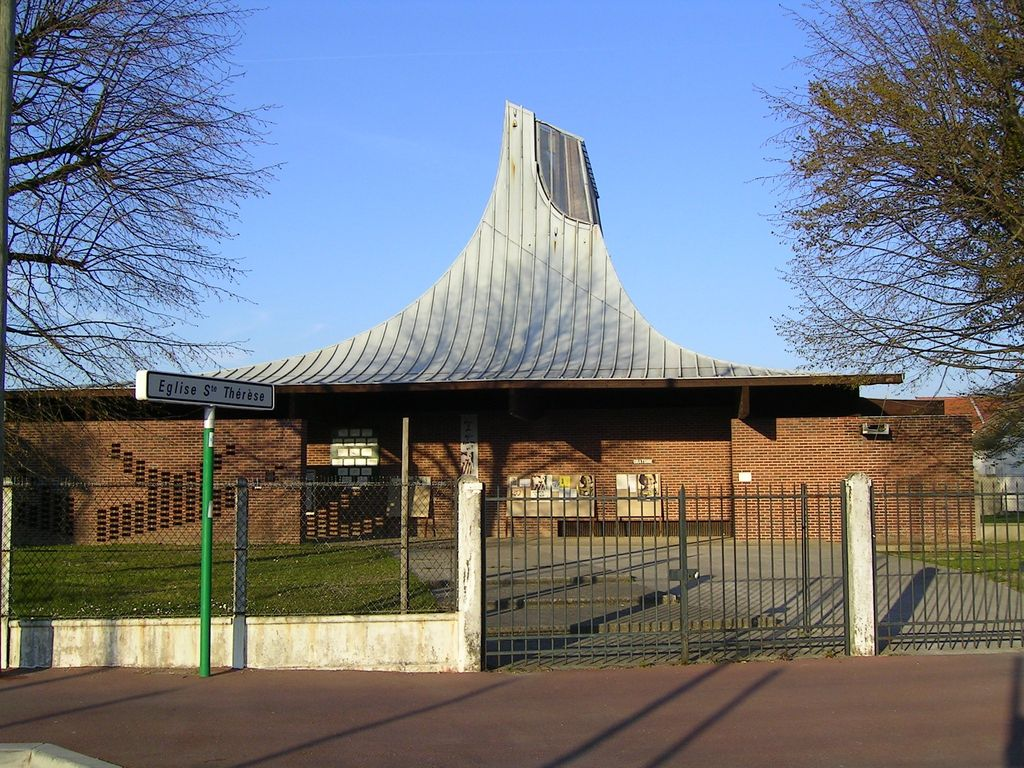
圣泰雷思教堂（法语：Église Sainte-Thérèse du Vert-Galant (Tremblay-en-France)）
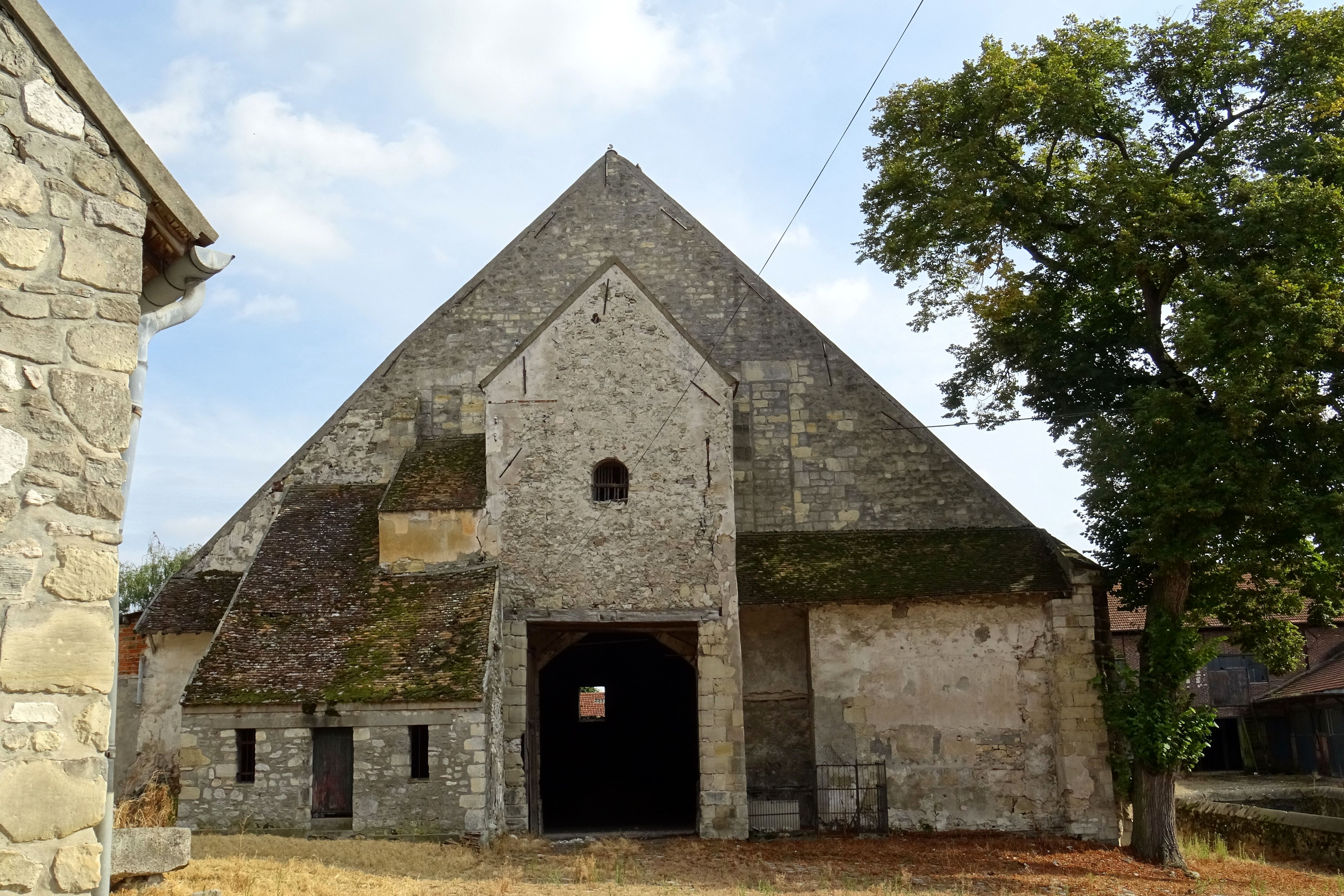
什一税仓
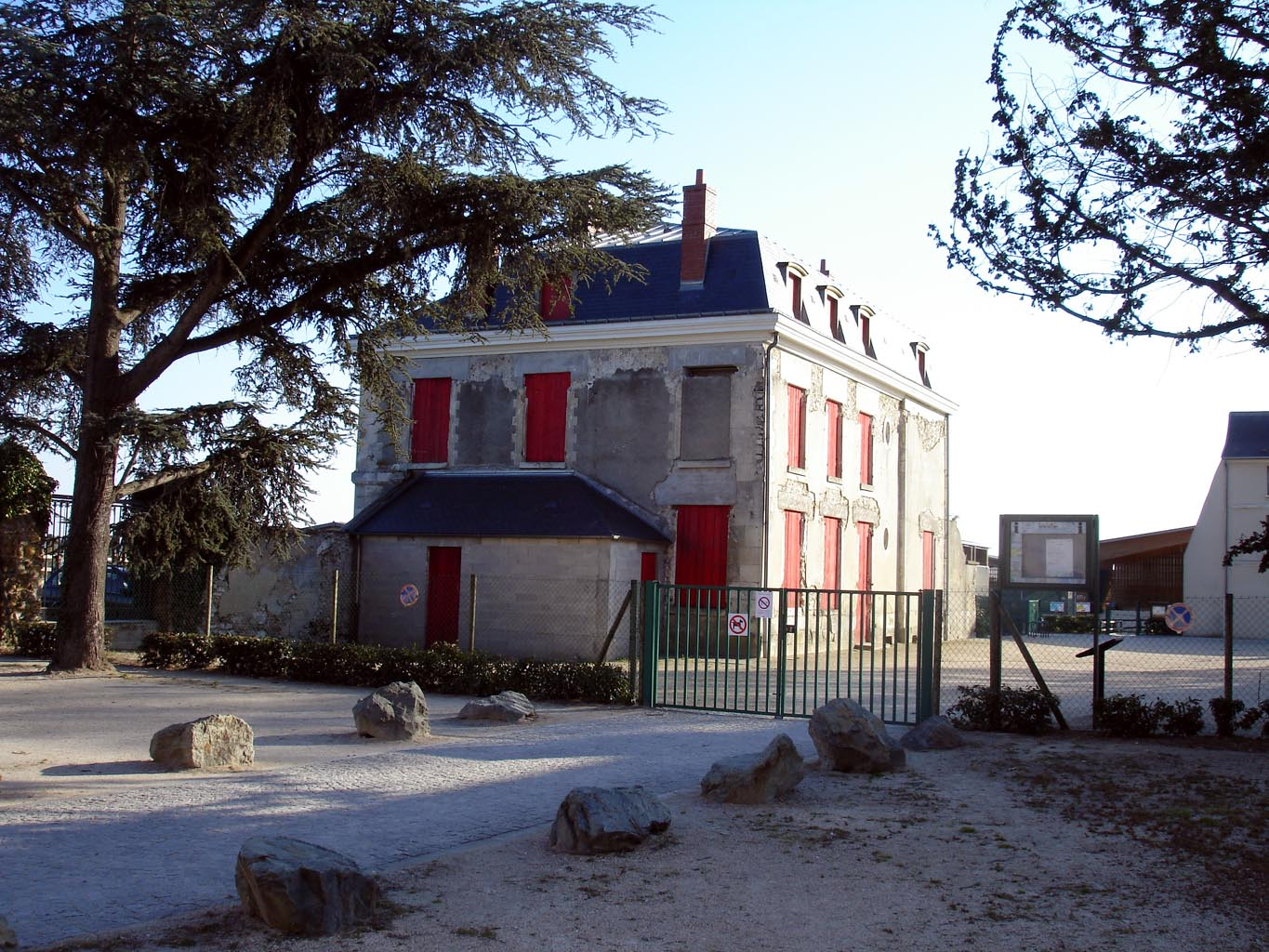
蓝色城堡
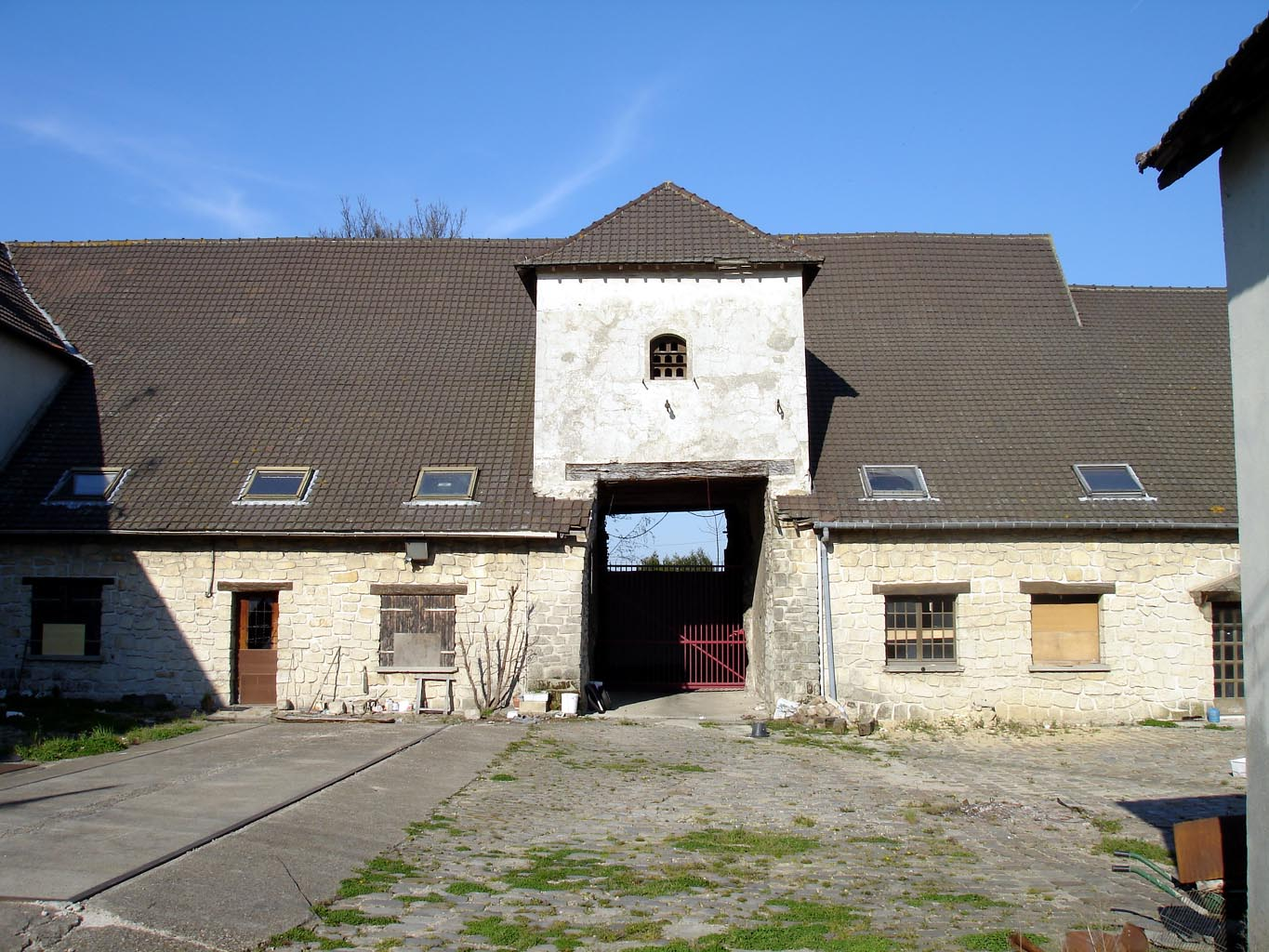
扎法尼农场
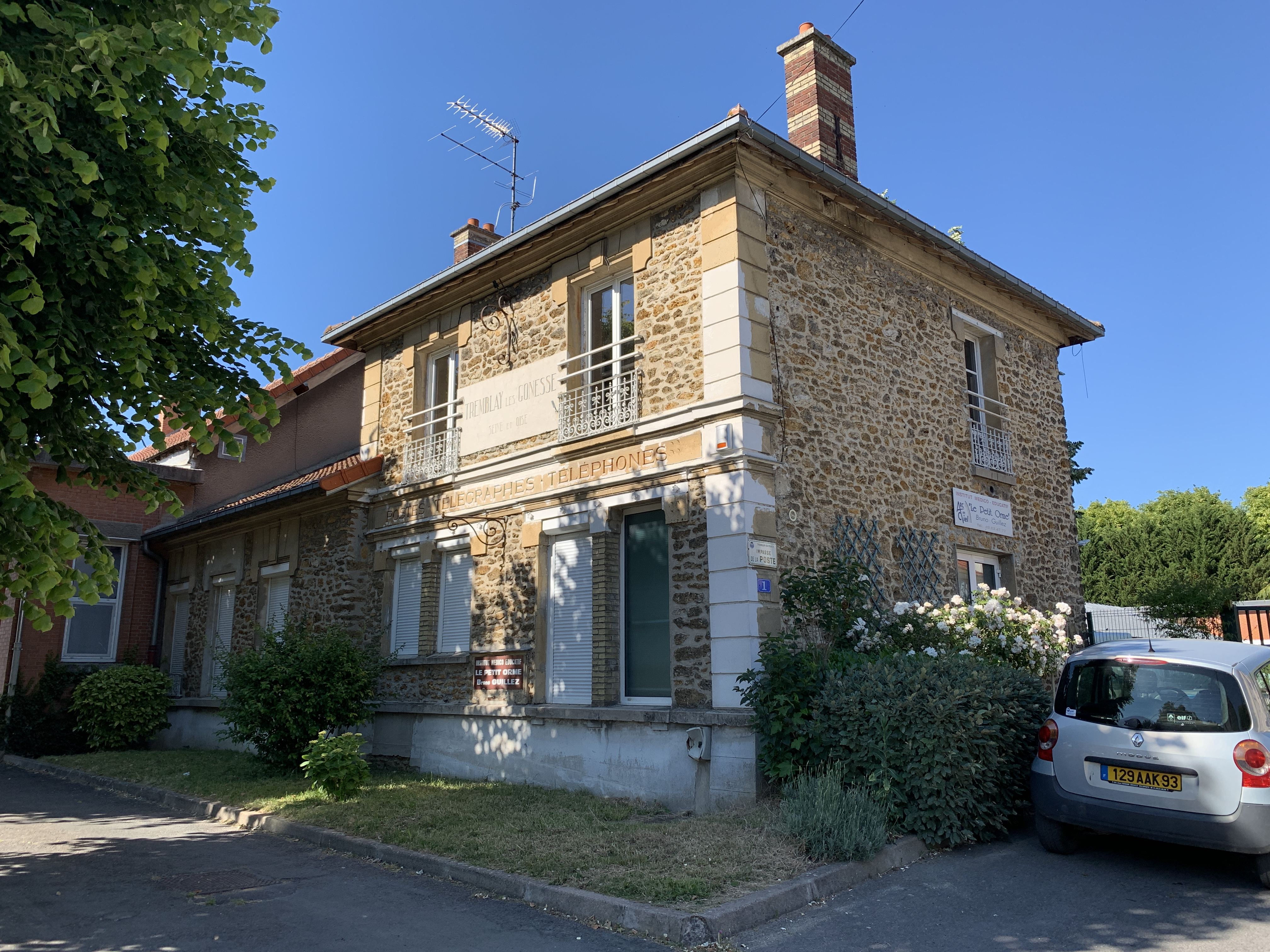
旧邮局大楼
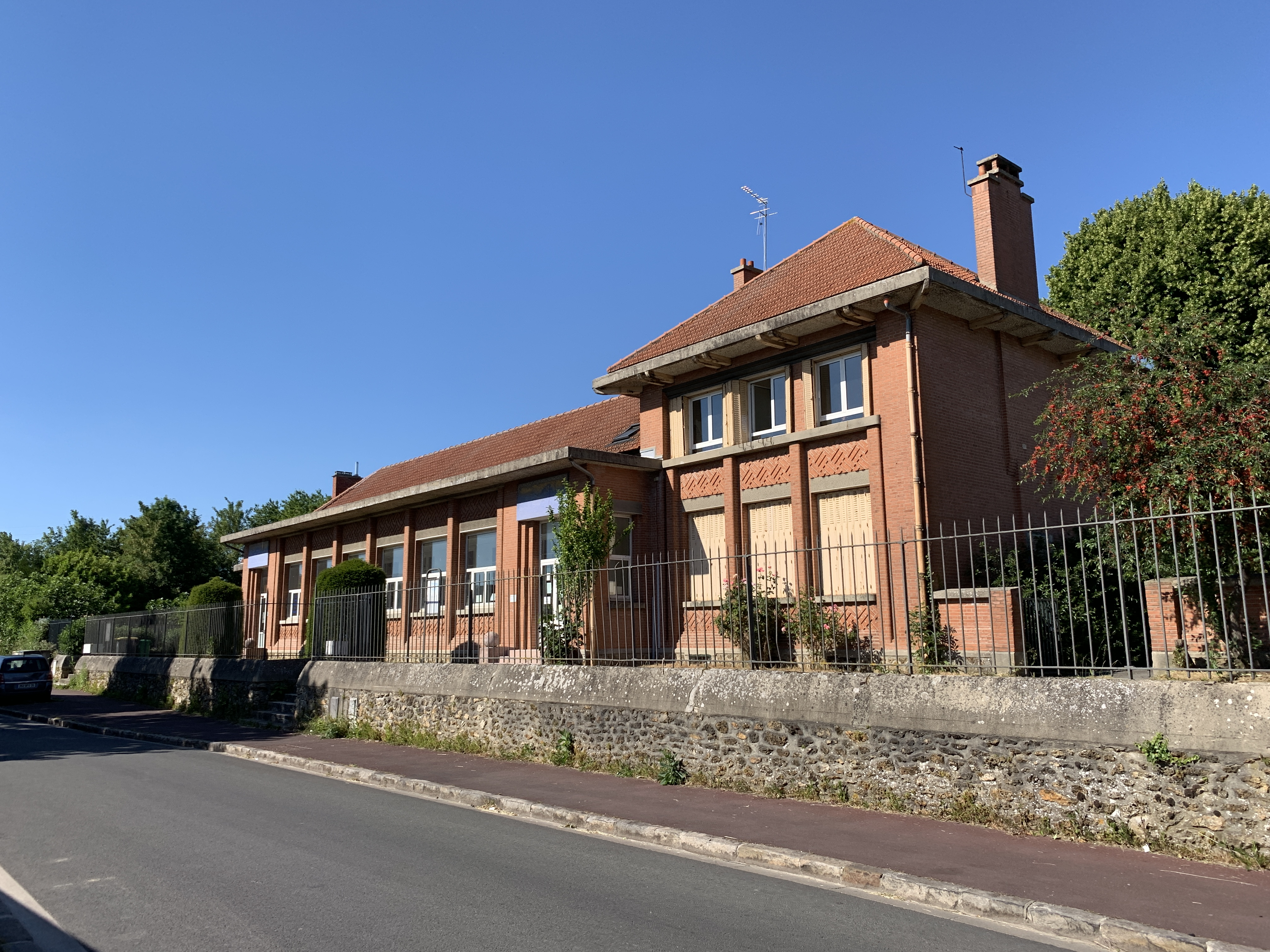
男子学校旧址

### 旅游
法兰西地区特朗布莱的旅游事务由其所属的巴黎起航土地公共管理局负责。2022年，法兰西地区特朗布莱境内共有7家酒店共计1,984间房间，主要集中于市区北部的机场空港区域。

### 媒体
法国主要的媒体均可在法兰西地区特朗布莱接收，法国电视三台下属的法兰西岛大区频道在部分时段播出法兰西地区特朗布莱所在塞纳-圣但尼省的地方新闻。《巴黎人报》、蓝色法兰西巴黎广播、BFM电视台法兰西岛频道等是当地主要的地方性媒体。

## 相关人物
法国自行车运动员克里斯托夫·里布隆和阿尔及利亚足球运动员穆罕默德·本亚希亚出生于法兰西地区特朗布莱。

## 友好城市
截至2023年2月，法兰西地区特朗布莱共与两座城市互为友好城市关系：
- 布吉納法索 洛罗派尼
- 義大利 马尔夏诺